# OHC

O comando de válvulas. À esquerda, escape e, à direita, admissão

Árvore de Cames à cabeça (em Inglês, Over Head Camshaft, OHC) é a designação que se dá a motores que têm o eixo do comando de válvulas localizado na parte superior do cabeçote do motor, ou seja, o sistema de comando de válvulas que se localiza na parte superior do motor, mais precisamente no cabeçote.

## Descrição
Este sistema posiciona a árvore de cames no cabeçote, possibilitando o acionamento direto das válvulas de admissão e escape do motor. O acionamento direto das válvulas possibilita um maior precisão, que se converte em uma maior eficiência energética.
A eficiência desse sistema é aumentada quando aliado ao uso de polias variáveis, que variam o tempo de acionamento das válvulas, isso se converte em uma economia de combustível maior, e também em uma curva de torque mais linear.

## Tipos

### SOHC
Utiliza-se a nomenclatura OHC ou SOHC quando o sistema possui apenas 1 eixo de comando e geralmente duas válvulas por cilindro.

### DOHC
Utiliza-se a nomenclatura DOHC quando o sistema possui dois eixos ou mais no comando e geralmente quatro válvulas por cilindro.